# غراهام ونايت
غراهام ونايت (بالإنجليزية: Graham Knight)‏ هو مقدم برامج إذاعية بريطاني، ولد في 17 فبراير 1949 في برمنغهام في المملكة المتحدة، وتوفي في 3 سبتمبر 2009 في نوتنغهام في المملكة المتحدة.